# Carboxyhémoglobine

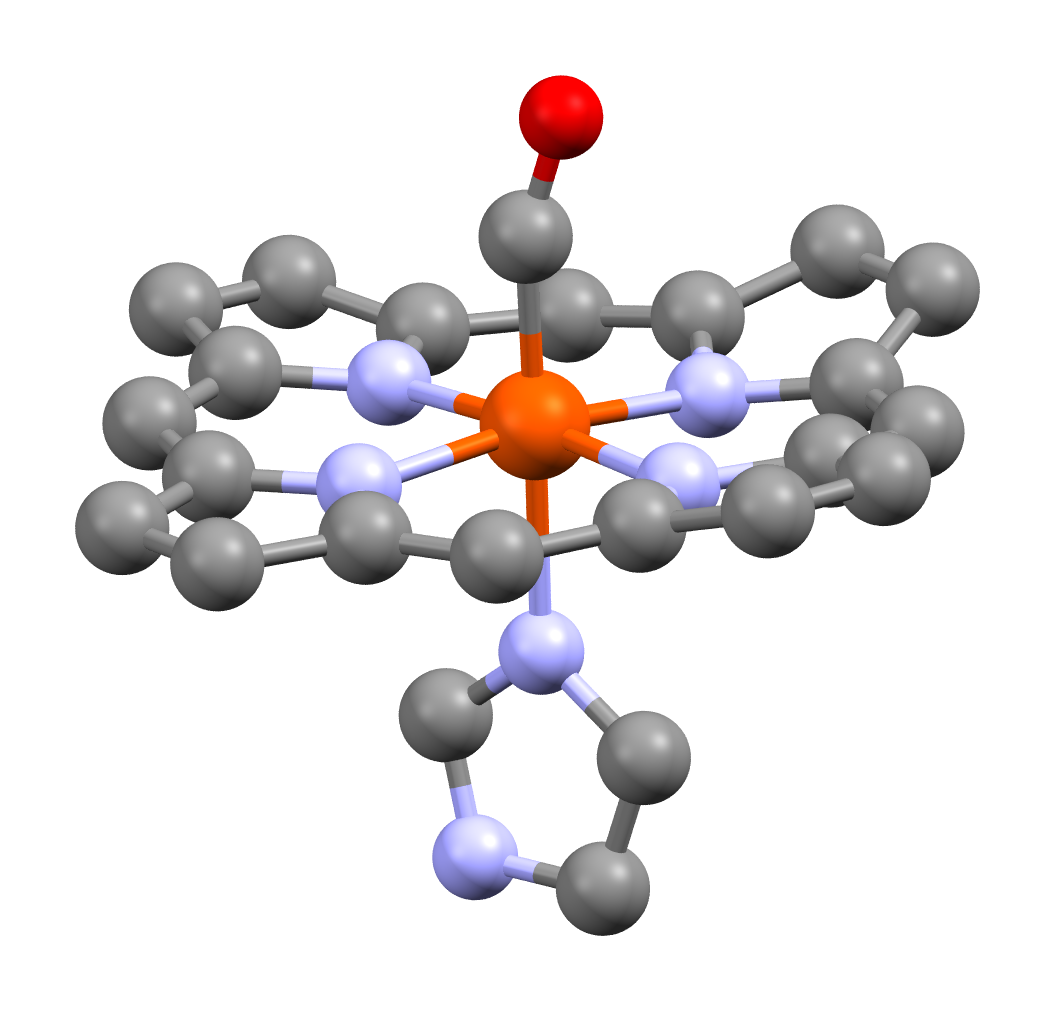
Représentation de la carboxyhémoglobine en 3 dimensions

La carboxyhémoglobine (HbCO) est un complexe stable de monoxyde de carbone et d'hémoglobine qui se forme dans les globules rouges lorsque du monoxyde de carbone est inhalé, et qui inhibe la délivrance d'oxygène du corps (déplace la courbe de dissociation de l’oxygène vers la gauche).
Valeurs normales : taux inférieur à 2 % (en % Hb totale).
Variations pathologiques: chez un fumeur : 5-9 %.
Intoxication au monoxyde de carbone :
- 5-10 % → Élévation du seuil de perception lumineuse ;
- 10-20 % → Céphalées ;
- 20-30 % → Céphalées, vertiges, nausées, hyperpnée, tachycardie ;
- 30-40 % → Confusions, perte de conscience, tachycardie, hyperpnée, nausées ;
- 40-50 % → Altération de la vue, de l'audition, dysfonctions intellectuelles, faiblesses musculaires ;
- 50-70 % → Coma, convulsions, dépressions cardio-respiratoire ;
- plus de 66 % → Décès.

Attention : la corrélation entre la concentration en carboxyhémoglobine sanguin et les symptômes est assez imparfaite.  Ces données ne sont qu'à titre indicatif.
Traitement : voir intoxication au monoxyde de carbone.

## Mesure de la carboxyhémoglobine

### Kit HbCO équipant les sapeurs pompiers
Les pompiers français disposent sur leurs sacs médicaux de détecteurs de monoxyde de carbone portatifs.
À l'aide d'un accessoire appelé "Kit HbCO", ils peuvent mesurer la teneur en monoxyde de carbone de l'air expiré par une victime. Ce kit se compose d'un support, d'un embout buccal à usage unique, d'une tubulure longue qui relie cet embout au support (l'air expiré est soufflé directement sur le capteur), une tubulure courte d'évacuation.
Les pompiers demandent à la victime de réaliser une apnée d'au moins 20 secondes avant de vider complètement ses poumons dans l'embout. Pendant ce temps, les pompiers tiennent le support de sorte à maintenir une certaine étanchéité entre le détecteur et le support.

### Équipements type RAD57
Cet équipement permet aux infirmiers ou aux médecins d'évaluer la carboxyhémoglobine d'une victime même inconsciente. Cet équipement différencie la saturation du sang en dioxygène et en monoxyde de carbone.

### Faux résultats des oxymètres de pouls
Les oxymètres de pouls donnent un résultat faussé lorsque le patient ou la victime a été intoxiqué au monoxyde de carbone. 